# Джудже-кебаб
Джудже-кебаб или джуджа-кебаб (персидский : جوجه کباب , «курица/цыпленок на гриле») – иранское и азербайджанское блюдо, состоящее из жареных на гриле кусков курицы, на кости или без неё. Это одно из самых распространенных и популярных блюд Ирана. Кусочки обычно маринуют в рубленом луке, лимонном соке, наршарабе и шафране (он придает мясу особый цвет). Перед нанизыванием на шампур промазывают сметаной. Кебаб подают с нарезанным луком, кинзой, петрушкой, обжаренными помидорами, перцем (обжаренным или сырым), или другими овощами.

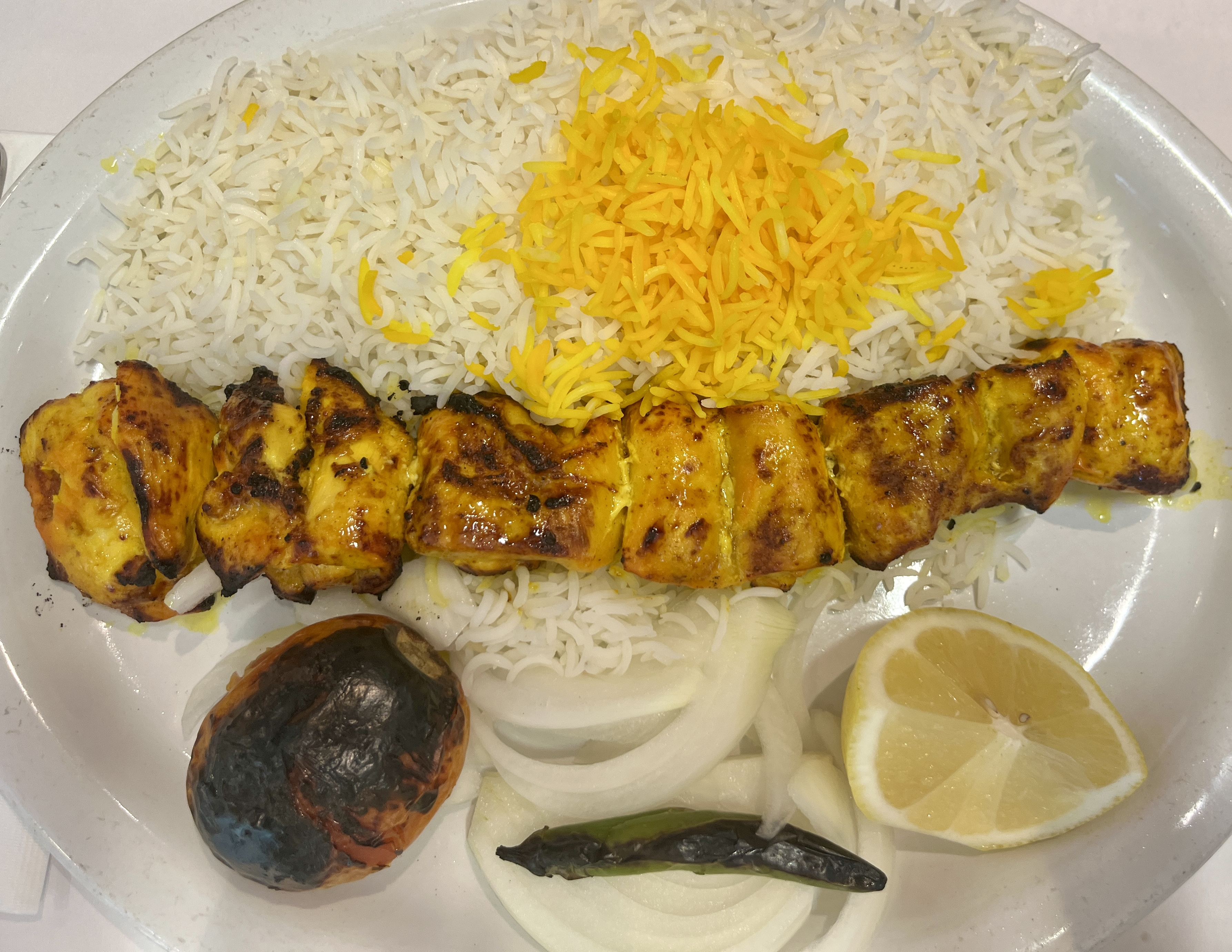
Джудже-кебаб с рисом

Курица часто подается с пропаренным рисом «чело» или в лаваше, которые являются основными продуктами иранской кухни. Первый вариант чаще подают в ресторанах и на изысканных вечеринках, таких как свадебные приемы, в то время как второй вариант часто едят дома, на пикниках или упаковывают для поездок. 